# Чаплін Всеволод Анатолійович
Всеволод Анатолійович Чаплін (рос. Всеволод Анатольевич Чаплин; 31 березня 1968 року, Москва — 26 січня 2020 року) — священник Російської православної церкви, протоієрей; із 31 березня 2009 року по 24 грудня 2015 року Голова Синодального відділу з взаємодії Церкви та суспільства Московського Патріархату, член Громадської палати Російської Федерації з 24 вересня 2009 року по 17 червня 2017 року, агітатор за війну Росії проти України, був унесений у базу даних ворогів України Центру «Миротворець». Настоятель московського храму святого Феодора Студита біля Микитських воріт. Член громадської палати Союзної Держави Росії та Білорусі з липня 2017 року.

## Життєпис
Народився в родині професора-агностика Анатолія Федоровича Чапліна. Прийомний дід по лінії матері — Всеволод Веніамінович Костін, онук К. Е. Ціолковського. Навчався в середній школі № 836 у московському районі Гляново. За власними словами Чапліна, він виріс «у безрелігійній сім'ї» і до віри прийшов сам, коли йому було тринадцять років. Чаплін розповідав, що майже не вчив фізику, хімію і математику в старших класах школи, знаючи, що ці предмети в житті йому не знадобляться, а «задовільно» йому все одно поставлять.
Після закінчення школи в 1985 році був зарахований у штат співробітників Видавничого відділу Московського Патріархату у відділі експедиції; за рекомендацією голови Відділу митрополита Питирима (Нечаєва) вступив у Московську Духовну Семінарію, яку закінчив у 1990 році.
З 31 березня 2009 року — голова новоствореного Синодального відділу по взаємодії Церкви і суспільства.
З 28 травня 2009 року по 15 січня 2016 року — член Ради із взаємодії з релігійними об'єднаннями при Президенті Російської Федерації.
З 4 січня 2010 року — член Російського організаційного комітету «Перемога».
З 26 липня 2010 року по 10 березня 2016 року — член Патріаршої ради з культури.
24 грудня 2015 року рішенням Священного Синоду звільнений з посади голови Синодального відділу із взаємин Церкви і суспільства і члена Міжрелігійної ради Росії.
Був членом бюро президії, потім заступником голови Всесвітнього російського народного собору.
Вів програми «Земля і люди» (телеканал «Мир», спільно з Андрієм Бистрицьким), «Вечность и время» (телеканал «Спас»), «Комментарий недели» (телеканал «Союз»), на радіо «Російська служба новин», потім на «Радіо Комсомольская правда» передачу «Время доверия». Постійно публікувався в газеті «Русь Державна».
16 квітня 2016 року виключений зі складу Міжсоборної присутності.
Не був одружений, дітей не мав.
Помер 26 січня 2020 року через загострення серцевої хвороби.

## Резонансні висловлювання
Відомий низкою висловлювань з різних питань, включаючи суспільно-політичні, що викликали неоднозначну реакцію:
- На лист десяти відреагував публічною заявою: «Треба, нарешті, розвінчати химеру так званого наукового світогляду»[25]
- Висловився проти змішування понять релігія і конфесія[26], нагадавши, що слово «конфесія» (віросповідання) вживається у всьому світі як термін християнський і не може бути синонімом поняття «релігійне об'єднання».
- Висловлювався за створення «православних народних дружин»[27].
- Піддав критиці прийняту Парламентською Асамблеєю резолюцію про небезпеку викладання креаціонізму в школах і висловив думку, що було б непогано розповісти школярам про 5-10 інших теорій походження людини, а еволюція не повинна вважатися «абсолютною істиною», оскільки вона, на думку Чапліна, не отримала достатньої кількості доказів у науці[28].
- В кінці 2010 року Чаплін висловив думку, що жінки своїм зухвалим виглядом і манерами можуть спровокувати чоловіків на зґвалтування[29].
- Заявив, що в інтелігенції є гріх русофобії, і що не треба боятися говорити про це[30].
- У березні 2010 року в газеті «Коммерсантъ» повідомлялося про лист Віктору Зубкову від Всеволода Чапліна, де висловлювалася прохання надати можливість підприємствам хімічної промисловості України закуповувати газ безпосередньо у «Газпрому» та інших російських видобувних компаній або знизити вартість газу для українських підприємств, поставляючи його за цінами, що дозволяє випускати конкурентоспроможну продукцію"[31].
- У лютому 2012 року на зустрічі зі студентами Вищої школи телебачення МДУ заявив:[32]

- У вересні 2011 після з'їзду Єдиної Росії, на якому Дмитро Медведєв, згадавши про заздалегідь заплановану «рокіровку», висунув кандидатом в президенти Володимира Путіна, Чаплін заявив, що це справжній приклад доброти і моральності в політиці".[33].
- 27 серпня 2012 року на прес-конференції в Ставрополі заявив, що «якщо хтось дарує патріарху облачення, ікону, машину, годинник — це прояв любові до патріарха, який є цілком природний».[34]
- В грудні 2014 року висловив думку, що домінування США у світі підходить до кінця і Росія покликана звести його нанівець[35]
- 20 грудня 2014 року в інтерв'ю Казанській газеті «БІЗНЕС Online» Чаплін заявив, що від «помаранчевої революції» в Росії ніхто не виграє.[36]
- Назвав військову операцію Росії в Сирії частиною "священної боротьби проти світового тероризму. Ця заява викликала протест з боку сирійської православної церкви. Зокрема, сирійський єпископ Ільяс Тума вказав: «Не може бути в християнстві ніякої священної війни! Незалежно від того, хто згоден з цим чи ні»[37].
- У серпні 2016 року підтримав жіноче обрізання на Кавказі[38].
- У березні 2017 року заявив в ефірі радіо «Ехо Москви» про необхідність вбивств ракетними ударами з повітря російських політичних емігрантів на територіях держав, куди вони втекли, та створення в Росії спецпідрозділів, які страчуватимуть російських опозиціонерів на територіях інших держав. На думку Чапліна, такі політичні вбивства перебувають в рамках істинного християнства. Він похвалив агента НКВС Меркадера, вбивцю Троцького[39]. Також Чаплін закликав до політичних репресій, заявивши, що «держава, народ й святині» важливіші за людину, та заявив, що гуманізм — сатанинська ідеологія, адже заповідь «не вбий» може бути застосована лише до вузького кола «праведних». Крім того виправдовував застосування зброї масового ураження тим, що масові вбивства санкціоновані Богом у Біблії[40] .
- Влітку 2018 року заявив про неприпустимість підвищення пенсійного віку в Росії при існуючій тривалості життя та ситуації на ринку праці[41], виступивши за наповнення пенсійного фонду надприбутками олігархів[42].